# Culture du Costa Rica

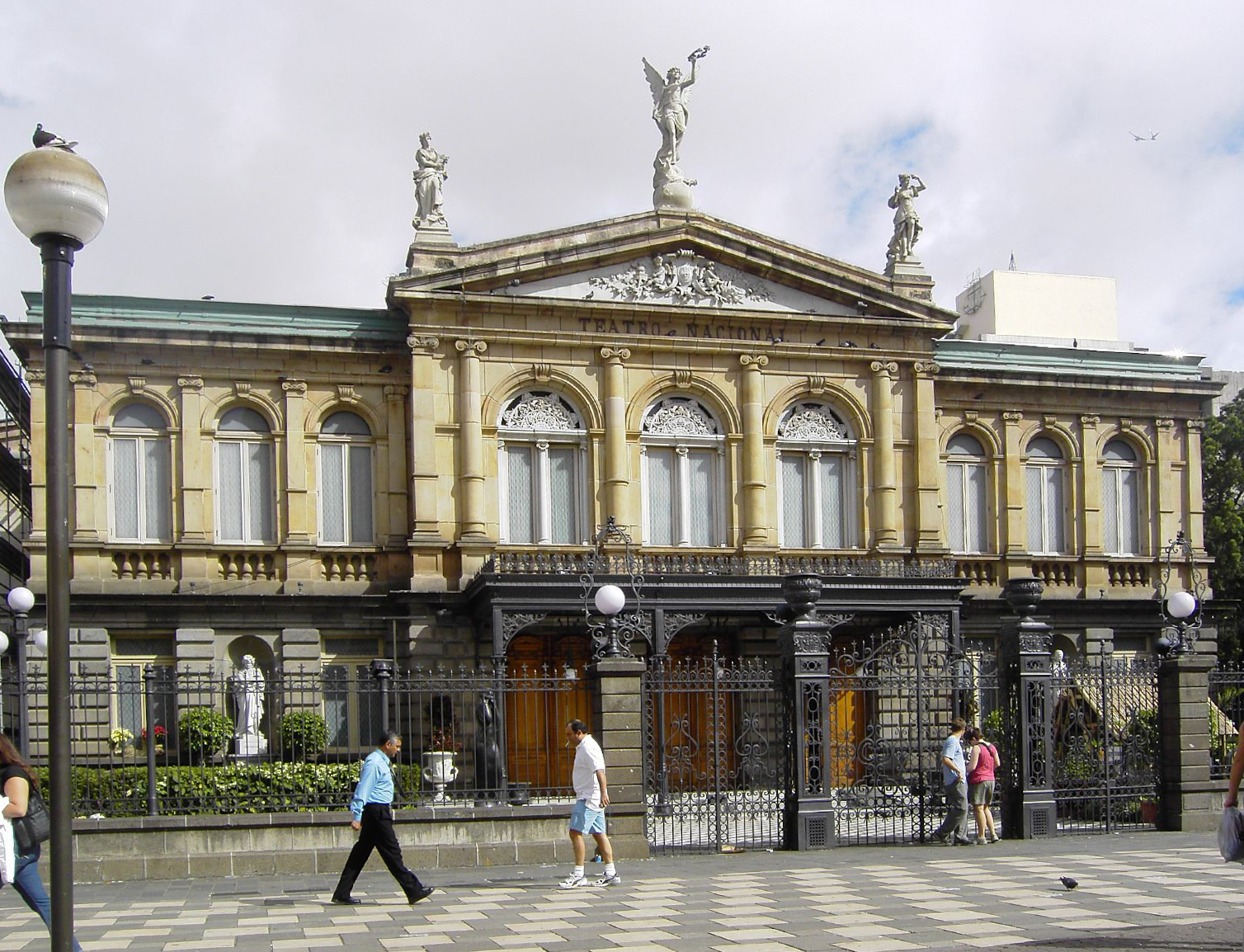
Théâtre national du Costa Rica à San José.

La culture costaricienne, ou culture du Costa Rica, pays d'Amérique centrale, façades atlantique et pacifique, désigne d'abord les pratiques culturelles observables de ses habitants (5 200 000, estimation 2017).
Le Costa Rica est le point de rencontre entre deux grandes cultures ancestrales en Amérique. Le Nord du pays était le point le plus au sud de l'influence de l'empire maya quand les conquistadors espagnols sont arrivés au XVIe siècle. À l'opposé, le centre et le sud du pays ont subi l'influence des Chibcha. Au cours des XVIIe et XVIIIe siècles, la côte atlantique du Costa Rica a été colonisée par des esclaves africains. Au même moment, des milliers de familles chinoises sont arrivées au Costa Rica pour travailler sur les chemins de fer. Ces diverses influences ont développé une culture extrêmement variée au sein du Costa Rica.

## Langues et peuples

### Langues
- Langues au Costa Rica, Langues du Costa Rica, espagnol castillan (90 %) ou plutôt espagnol costaricain ou pachuco.
- Diverses langues amérindiennes (langues chibchanes, etc.)
  - bribri (11 000 environ), boruca, cabécar, corobicí, maléku, mangue, teribe...
- Limonese Creole (en) (50 000 environ) (créole anglo-jamaïcain)

### Populations
- Groupes ethniques du Costa Rica, Grupos étnicos de Costa Rica (es) (2-2,5 %):
  - Bribri, Cabécar, Guaymí (Ngäbe), Maléku, Boruca, Huetares, Chorotegas, Guaymí, Térraba...
  - Afro-costaricains (es) (1,05-3 %) (ou  Mulato)
  - Descendants d'origine asiatique (es) (0,21-1 %)
  - Descendants d'origine européenne (es) (80-83 %) et métis (6-10 %)
- Etnografía de Costa Rica (es), Peuples autochtones du Costa Rica
- Démographie du Costa Rica
- Immigration au Costa Rica (en)
- Émigration costaricienne (es)
- Groupes ethniques d'Amérique centrale

Les Costariciens parlent une forme courante d'espagnol américain ; ils utilisent habituellement des formules très respectueuses pour s'adresser aux autres. Quand ils parlent sous une forme familière, ils usent de mots comme voseo/vo, tú. Ils parlent aussi d'autres langues comme le bribi, entre autres.

## Tradition

### Religion

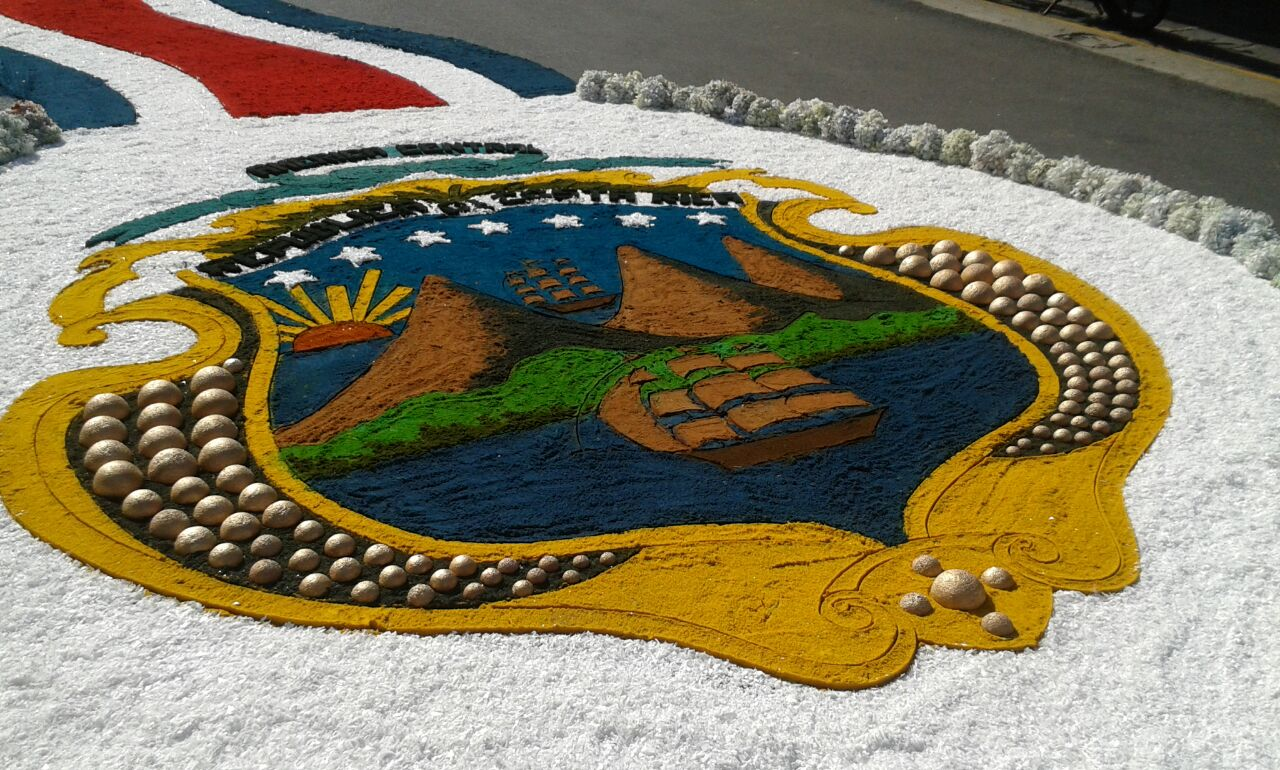
Pasada de la Negrita à Cartago (2014).

- Religion au Costa Rica (en), De la religion au Costa Rica
- Christianisme (83-90 %, estimation 2017)
  - Catholicisme (62-76 %, estimation 2017) (Église catholique au Costa Rica (en))
  - Protestantismes, dont Évangélisme, Pentecôtisme, Assemblées de Dieu, Témoins de Jéhovah, Mormons, Luthéranisme, Mennonites... (13-21 %) (Protestantisme au Costa Rica (en))
- Autres
  - Agnosticisme, irréligion, athéisme, etc (9-11 %, estimation 2017)
  - Autres spiritualités (5-6 %), dont
    - Religion bribri (es) (1 100 ?, estimation 2017 )
    - Bouddhisme au Costa Rica (en) (50 000 estimation 2017)
    - Islam au Costa Rica (en) (1 500 ? estimation 2017)
    - Judaïsme (3 000 ? estimation 2017)
    - Baha'isme (Bahá'í Faith au Costa Rica (en)), Hindouisme, Taoïsme
    - Scientologie, Néopaganisme
    - Rastafarisme
    - Syncrétismes divers
- Religion en Amérique latine
- Histoire des Juifs au Costa Rica (es)[1]

Le catholicisme est reconnu comme la religion officielle au Costa Rica. La Virgen de los Angeles aussi connue comme La Negrita est le plus important symbole de la religion catholique.
Selon la tradition La Romería, des croyants de l'ensemble du pays convergent chaque 2 août en direction de la cathédrale de Cartago. Ils visitent La Negrita, une image sombre de pierre de la Vierge Marie qui aurait été vue au XVIe siècle par un Amérindien sur une colline située à Cartego, à l'endroit où la cathédrale a été construite.
Le Costa Rica compte également plusieurs groupuscules qui pratiquent un mélange de catholicisme, d'occultisme et de traditions de leurs ancêtres africains ou amérindiens.

### Symboles
- Armoiries du Costa Rica
- Drapeau du Costa Rica
- Hymne national : Hymne national du Costa Rica Noble patria, tu hermosa bandera (Noble patrie ! ton beau drapeau)
- Devise nationale : ¡Vivan siempre el trabajo y la paz! (Que vivent pour toujours le travail et la paix!)
- Emblème végétal : Guarianthe skinneri (en)
- Emblème animal : Merle fauve
- Saint patron (chrétien) par pays (en) : Vierge marie, sous la forme de Queen of Angels Foundation (en) (Notre-Dame des Anges)
- Père de la Nation	: Francisco Morazán (1792-1842)
- Plat national : Gallo pinto
- Luna liberiana (es), chanson (1936)

### Mythologies
- Mythologie de Talamanque (es) (bribri, cabécare)
- Mythologie des guatusos (es) (guatuso)
- Légendes du Costa Rica (es)

### Croyances
- Fantasmas de Costa Rica
- Cuentos de mi tía Panchita (es) (1920)
- Cuentos de Costa Rica
- Antologías de cuentos de Costa Rica

### Fêtes
- Fêtes et jours fériés au Costa Rica (en)
  - Baile de los indios promesanos (es), Fiestas de Zapote (es), Juego de los diablitos de Boruca (es)
  - Lagarteada (es), Pasada de La Negrita (es), Turno (fête) (es)
- Mascarade traditionnelle costaricienne (es)
- Gigantes y cabezudos

| Date         | Nom français                             | Nom local                                  | Remarques |
| ------------ | ---------------------------------------- | ------------------------------------------ | --------- |
| 1er janvier  | Nouvel an                                | Año Nuevo                                  |           |
| 11 avril     | jour de Juan Santamaría (héros national) | Día de Juan Santamaría                     |           |
|              | Jeudi et vendredi saints                 |                                            | Pâques    |
| 1er mai      | Fête du Travail                          | Día del trabajador                         |           |
| 25 juillet   | Annexion de Nicoya                       | Anexión del Partido de Nicoya a Costa Rica |           |
| 2 août       | jour de Notre Dame des Anges             | Día de la Virgen de los Ángeles            |           |
| 15 août      | Assomption et fête des mères             | Día de la Madre                            |           |
| 15 septembre | Fête de l'Indépendance                   | Día de la Independencia                    |           |
| 12 octobre   | Journée de la Diversité Culturelle       | Día del encuentro de las Culturas          |           |
| 25 décembre  | Noël                                     | Navidad                                    |           |

## Société
- Tico (es) (natif/native)
- Personnalités costariciennes
- Société costaricienne (rubriques)

### Éducation
- Éducation au Costa Rica (en)
- Universités au Costa Rica
- Science au Costa Rica

L'éducation est grandement valorisée au Costa Rica. Les premiers niveaux scolaires (primaire, secondaire, lycée/collège) sont gratuits et obligatoires pour tous les citoyens. Le pays compte également quatre grandes universités publiques incluant la plus importante du pays, l'université du Costa Rica. Le pays compte également une grande variété d'établissement d'enseignement privé comme l'université Fidélitas.
Le pays a abandonné son armée depuis 1948 pour investir près de 50 % de son budget dans l'éducation et la santé.

### Droit
- Criminalité au Costa Rica
- Droits LGBT au Costa Rica
- Cour interaméricaine des droits de l'homme
- Corruption[2],[3]
- Trafic d'êtres humains au Costa Rica (en)
- Prostitution au Costa Rica (en)

### État
- Force publique du Costa Rica
- Université pour la paix
- Liste de guerres impliquant le Costa Rica (en)
- Conflits territoriaux au Nicaragua (en)

## Arts de la table

### Cuisine
- Cuisine costaricaine
- Cuisine d'Amérique centrale

Les habitants du Costa Rica n'ont pas de spécialité gastronomique particulière ni de style particulier de cuisine ni de plats qui leur sont propres.

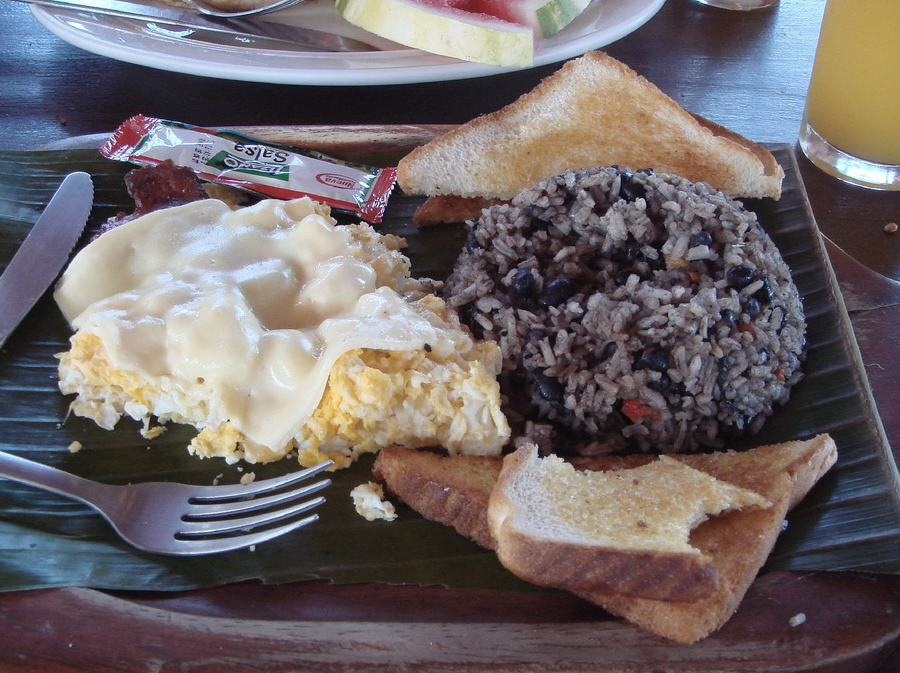
Gallo pinto au petit-déjeuner.

Ce qui s'approcherait le plus d'un plat national est le arroz con pollo, du poulet découpé dans du riz avec des pois chiches parfumés à la coriandre.
Olla de carne est une soupe avec beaucoup de différents légumes et viandes.
Gallo pinto (« coq peint »), est un mélange de haricots noirs, de riz blanc (tous deux souvent d'un repas de la veille), de coriandre, d'oignons, d'ail, de sel et d'une sauce spéciale. Ce plat est traditionnellement accompagné avec des œufs, de la viande, et/ou une natilla – une sorte de crème sucrée du Costa Rica –, ainsi qu'avec du plantain frit et des tortillas de maïs ou du pain, souvent pris au petit déjeuner.
Le déjeuner est considéré comme le repas principal de la journée. Il est souvent constitué d'une assiette appelée casado, parce que les ingrédients principaux, des haricots noirs et du riz, sont côte à côte comme s'ils étaient mariés. Les plat habituellement servis avec le casado varient, du poulet ou du bœuf en sauce, des galettes de pomme de terre au poisson.
Le Costa Rica reçoit une forte influence des Caraïbes. Des plats comme Pati et Rondon sont devenus partie intégrante de la culture.

### Boissons
Les jus de fruits (refrescos, frescos, naturales, ou batidos) sont souvent présents avec les repas. Mélangés avec de l'eau ou du lait, il en existe une très grande variété : canteloupe, fraise, tamarindo, mangue, papaye, citron, mûre, guanabana, punch de fruit, horchata de chufa, cas[Quoi ?].
- Chiliguaro
- Imperial (bière)
- Chicheme (es)
- Rompope
- Caféiculture au Costa Rica

## Santé
- Santé au Costa Rica (à créer)
- Healthcare in Costa Rica (en)
- Salud en Costa Rica (es)
- Avortement au Costa Rica (en)
- Tourisme médical au Costa Rica (en)
- Tabagisme au Costa Rica (en)
- Accès à l'eau potable au Costa Rica (en)
- Ebais (es) (EBAIS)
- Pandemia de gripe A (H1N1) de 2009-2010 en Costa Rica (es)
- Liste d'hôpitaux au Costa Rica (en)

## Sport
- Sport au Costa Rica (à créer), Sport au Costa Rica (rubriques)
- Sportifs costariciens, Sportives costariciennes
- Costa Rica aux Jeux olympiques
- Costa Rica aux Jeux paralympiques
- Costa Rica aux Deaflympics
- Jeux d'Amérique centrale et des Caraïbes
- Jeux sportifs centroaméricains (es)
- Jeux panaméricains, Jeux bolivariens
- Jeux mondiaux
- La Ruta de los Conquistadores (en) (cyclisme)
- Costa Rica aux Jeux panaméricains (en)

### Arts martiaux
- Liste des arts martiaux et sports de combat
- Boxe, Karaté, Judo
- Arts martiaux au Costa Rica (es)

## Média
- Communication au Costa Rica
- Télécommunications au Costa Rica (en)
- Journalistes du Costa Rica
- Liberté de la presse[4]

### Presse écrite
- Presse au Costa Rica
- Liste de journaux costariciens

### Radio
- Liste de radios au Costa Rica (en)

### Télévision
- Chaînes de télévision au Costa Rica

### Internet (.cr)
- Internet au Costa Rica[5]
- Presse en ligne[6]
- Revue de presse costaricienne (Ambassade de France)[7]
- Revue de presse par l'Ambassade du Costa Rica en France[8]

## Littérature
- De la littérature costaricienne, Écrivains costariciens choisis
- Costa Rican literature (en)
- Cocorí (en) (1947)
- Littérature du Costa Rica (es)
- Écrivains costariciens

## Artisanat
- Arts appliqués, Arts décoratifs, Arts mineurs, Artisanat d'art, Artisan(s), Trésor humain vivant, Maître d'art
- Artisanats par pays
- Artistes par pays

Les savoir-faire liés à l’artisanat traditionnel relèvent (pour partie) du patrimoine culturel immatériel de l'humanité. On parle désormais de trésor humain vivant.
Mais une grande partie des techniques artisanales ont régressé, ou disparu, dès le début de la colonisation, et plus encore avec la globalisation, sans qu'elles aient été suffisamment recensées et documentées.

## Arts visuels
- Arts visuels, Arts plastiques, Art brut, Art urbain
- Artistes par pays
- Liste d'artistes latino-américains (en)
- Art latino-américain
- Art au Costa Rica (es)
- Artistes costaricains (à créer)

### Arts anciens
- Vases tripodes du Costa Rica (es)
- Or précolombien du Costa Rica (es), Musée de l'Or précolombien
- Jade précolombien du Costa Rica (es), Musée du Jade
- Céramique nicoyenne (es)
- Gran Nicoya (es)
- Metate de panel colgante (es)
- Histoire précolombienne du Costa Rica (es)
- Sphères mégalithiques du Costa Rica

### Dessin
- Dessinateurs du Costa Rica
- Caricaturistes du Costa Rica
- Graphistes et graveurs du Costa Rica
- Bande dessinée au Costa Rica

### Peinture
- Peinture costaricienne (es)[9]
- Peintres costariciens
  - Francisco Amighetti, Achilles Bigot, Niklaus Manuel Güdel, Juan Luis Rodriguez Sibaja, Emil Span

### Sculpture
- Sculpture costaricienne (es)
- Sculpteurs costariciens
- Sphères mégalithiques du Costa Rica
- Sculpture sur pierre[10]
- Sculpture sur bois[11]

### Architecture
- Architecture du Costa Rica (es)[12],[13],[14]
- Architectes du Costa Rica
- Premio Nacional de Arquitectura de Costa Rica (es)
- Escuela de Arquitectura de la Universidad de Costa Rica (en)

### Photographie
- Photographes costariciens

## Arts de scène
- Spectacle vivant, Performance, Art sonore
- Arts de performance par pays

### Musique
- Musique au Costa Rica
  - Musique folklorique du Costa Rica (es)
    - Tambito (es)

  - Musique classique costaricienne
    - Orchestre symphonique national du Costa Rica

  - Rock au Costa Rica

### Danse
- Danses du Costa Rica[15]
  - Baile de los indios promesanos (es)
  - Caballito nicoyano (es)
  - Swing criollo
- La Cajeta, Diablo Chingo, Amor de temporada...
- Liste de danses
- Danses populaires d'Amérique latine
- Chorégraphes costariciens
- Danseurs et danseuses costariciens
- Ballet national du Costa Rica

### Théâtre
- Théatre au Costa Rica (es)
- Dramaturges costariciens
- Troupes de théâtre costariciennes
- Salles de théâtre costaricaines
- Premios Nacionales de Teatro (Costa Rica) (es)

### Cinéma
- Cinéma du Costa Rica (à créer), Cinéma costaricien (rubriques)
- Films costariciens, Films du Costarica (es)
- Réalisateurs costariciens
- Acteurs costariciens, Actrices costariciennes
- Liste de films costariciens (en)
- Costa Rica Festival internacional de cine[16],[17]
- Liste de films latino-américain (en)
- Liste de films caribéens

### Autres scènes: marionnettes, mime, pantomime, prestidigitation
Les arts mineurs de scène, arts de la rue, arts forains, cirque, théâtre de rue, spectacles de rue, arts pluridisciplinaires, performances manquent encore de documentation pour le pays…
Dans le domaine de la marionnette, on relève Arts de la marionnette au Costa Rica sur le site de l'Union internationale de la marionnette (UNIMA).

### Autres
- Arts numériques

## Tourisme
- Tourisme au Costa Rica, Du tourisme au Costa Rica
- Attractions touristiques au Costa Rica
- Conseils aux voyageurs pour le Costa Rica
  - France Diplomatie.gouv.fr
  - Canada international.gc.ca
  - CG Suisse eda.admin.ch
  - USA US travel.state.gov

### Les étrangers vu par les Costariciens
Les visiteurs en provenance des États-Unis, du Canada et de l'Europe sont souvent considérés comme des gringos. Ils sont à l'origine d'une hausse des prix et d'une américanisation non désirée du pays.
En outre, beaucoup de Costariciens se sentent supérieurs aux autres nations d'Amérique centrale et les considèrent comme « racialement inférieurs » ou bien « culturellement, intellectuellement et économiquement moins avancés » du fait de leurs régimes politique et de leurs systèmes de santé et d’éducation bien plus médiocres qu'au Costa Rica, toujours selon eux. À l'intérieur du pays on retrouve beaucoup de racisme, principalement dirigé vers les nicaraguayens, les noirs (interdits de se rendre à San José entre 1930 et 1948) et les indigènes.

## Patrimoine

### Musées et autres institutions
- Liste de musées au Costa Rica.

### Liste du Patrimoine mondial
Le programme Patrimoine mondial (UNESCO, 1971) a inscrit, dans sa liste du Patrimoine mondial (au 17 janvier 2016), des biens costariciens.